# Компас (газета)
Компас — англомовне видання, яке було засноване як незалежна газета у 1995 році в Баку. Газета публікувала матеріали про національні та світові літератури, про етнології, про психоаналіз, про проблеми азербайджанського суспільства та інше. Також вона виступала, хоч і не завжди з відкритою, проте різкою критикою проти влади Азербайджану. Алегорична розповідь Анара Мамедова «Повсталий баран», стаття Вугара Асланова «Слідкуючи за занепадом Європи» були особливо помітні в цьому сенсі.
| Прапор Азербайджану | Це незавершена стаття про Азербайджан. Ви можете допомогти проєкту, виправивши або дописавши її. |